# St Edmund Hall

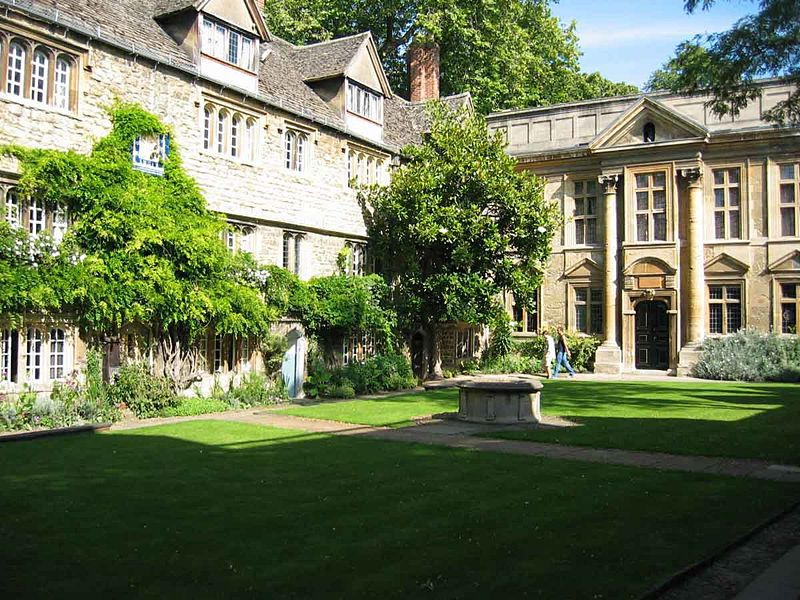
St Edmund Hall

Die St Edmund Hall ist eines der konstituierenden Colleges der Universität Oxford in England. Innerhalb der Universität ist es besser bekannt unter seinem Spitznamen Teddy Hall. Das College erhebt den Anspruch, „die älteste akademische Gesellschaft für Ausbildung von Studenten innerhalb der Universität“ zu sein. Im Jahr 2007 hatte die St Edmund Hall einen geschätzten Stiftungswert von 39 Millionen Pfund.

## Geschichte
Wie bei der Universität Oxford selbst ist das genaue Gründungsdatum der St Edmund Hall unbekannt. Sie ist vermutlich um 1278 gegründet worden. Das College ist nach dem Heiligen Edmund of Abingdon, dem ersten bekannten Oxford Master of Arts und dem ersten aus Oxford kommenden Erzbischof von Canterbury, benannt. Er lebte und lehrte im College.
St Edmund Hall begann ihr Dasein als eine von Oxfords klassischen Aularian houses. Diese mittelalterlichen Säle bildeten die Vorläufer der Universität. St Edmund ist die einzige noch erhaltene mittelalterliche Hall; ihre Angehörigen sind als „Aularians“ bekannt. St Edmund Hall erhielt 1957 den Status eines Colleges, behielt aber den historischen Namen „Hall“ bei.
Das College steht in der Tradition des unabhängigen Denkens – ein Umstand, der es regelmäßig mit der Kirche und dem Staat in Konflikt brachte. Während des späten 14. Jahrhunderts sowie im frühen 15. Jahrhundert war es eine Bastion der Wyclif-Anhänger, wofür der College-Principal William Taylor, ein Lollarde, schließlich am Pfahl verbrannt wurde und der Principal Peter Payne aufs Land fliehen musste. Im 17. Jahrhundert zog sich das College für seine Begünstigung der Nonjurors („Eidverweiger“) den Zorn der Krone zu. Die Nonjurors waren Männer, die dem schottischen House of Stuart loyal blieben und es ablehnten, einen Eid auf das deutsche House of Hannover abzulegen.

## College-Farben
Wie die meisten akademischen Anstalten in der angelsächsischen Tradition benutzen die Oxbridge Colleges üblicherweise ein typisches Farbschema für T-Shirts, Schals, Krawatten, Sportkleidung usw. Derzeit gibt es eine große Verwirrung hinsichtlich der offiziellen College-Farben des College, was vermutlich durch die Unstimmigkeit zwischen der „offiziellen College Kleidung“ und der Sportkleidung erstanden ist. Die offiziellen Farben des College sind „Weinrot und Creme“. Obwohl dies nicht explizit auf der offiziellen Webseite des College, der „College Memorabilia“ Section, angegeben ist, führt es diese die Farben zum Zwecke des Merchandising und der Gruppenzugehörigkeit der Mitglieder des College.
Bei der überwiegenden Mehrheit der Sportkleidung sind jedoch für „Weinrot und Creme“ ersatzweise oft Kastanienbraun und Gold verwendet worden. Dies hat bei vielen Leuten naturgemäß zu der Annahme geführt, dass diese die College-Farben seien. Die Verwirrung mag auch auf die Tatsache zurückzuführen sein, dass das Wappen des College ein Gelb-/Goldfeld aufweist.

## Wappen

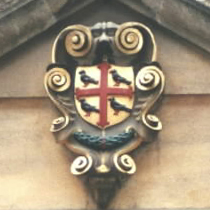
Wappen von St Edmund Hall, Oxford. Diese Bildhauerarbeit befindet sich über dem Eingang zu Porters' Lodge.

Das Wappen des College zeigt ein „Red Cross Fleury“ auf einem Geld-/Goldfeld, umschlossen durch vier Cornish Choughs.
Im Bild auf der rechten Seite wird das College-Wappen gezeigt, das sich über folgender lateinischer Widmung befindet: „sanctus edmundus huius aulae lux“ „(St Edmund, light of this Hall)“.
Es gibt einen sehr verbreiteten Handelsbrauch innerhalb der Universität, Chronogramme für Widmungen zu benutzen. Wenn sie ins Lateinische übertragen werden, werden sie so geschrieben, dass ein wichtiges Datum, gewöhnlich das von einer Gründung oder von der Einweihung selbst, im Text eingebettet wird. Dies wird normalerweise dadurch bestimmt, dass man bestimmte Buchstaben im Text auswählt, die römischen Ziffern entsprechen. Wenn man sie dann zusammenzählt, ergeben sie das gesuchte Datum. Diese Ziffern werden dann eine Nummer größer angezeigt, als die umgebenden Buchstaben.

In der oben erwähnten Widmung ist der Text wiedergegeben als 
 und in diesem Fall ergeben die zusammengezählten Zahlen:
C + V + M + V + V + V + I + V + V + L + L + V + X = 1246
Dies wäre dann eine ungefähre Schätzung für die Gründung der Hall. In Wirklichkeit handelt es sich jedoch um das Datum der Heiligsprechung von St. Edmund of Abingdon.

## Standorte und Gebäude

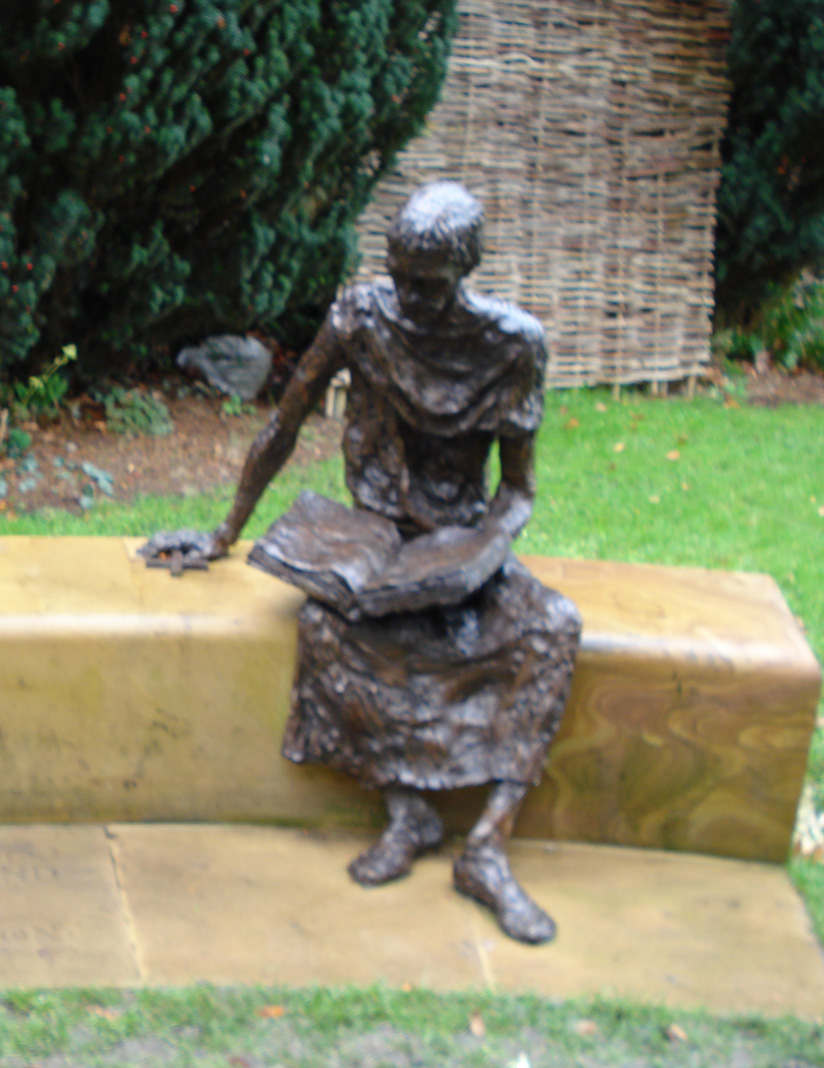
St Edmund of Abingdon

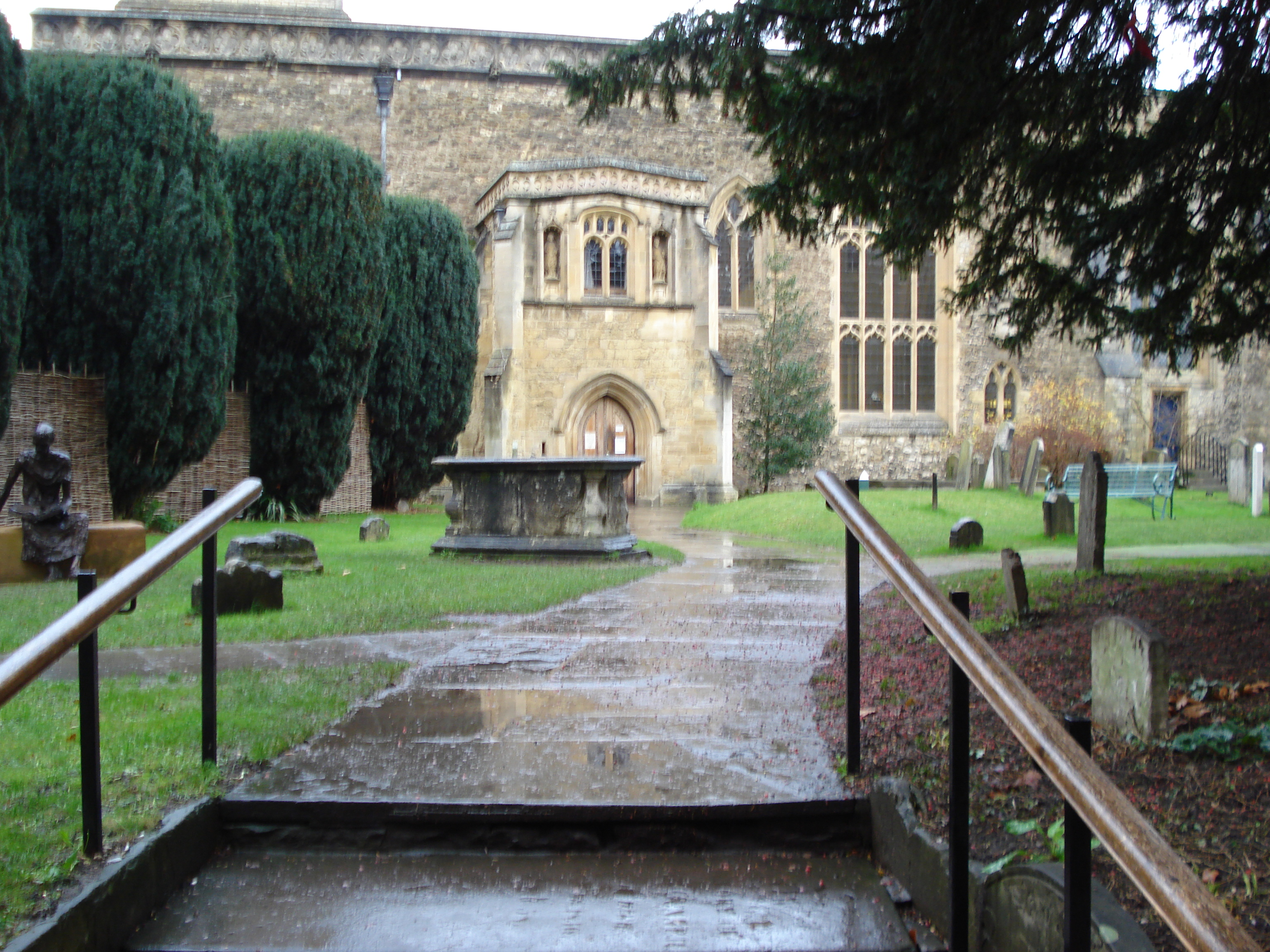
Die Kirche von St Peter-in-the-East — heute die College Bibliothek

Die St Edmund Hall liegt an der Queen’s Lane, nördlich der High Street. Der vordere Collegehof (Front Quad, siehe Bild) ist um einen mittelalterlichen Brunnen angelegt. Er ist umgeben durch die Pforte (Porters' Lodge), den alten Speisesaal (1659), die College Bar und Buttery (mit Kamin aus der Mitte des 15. Jahrhunderts), die Kapelle mit der alten Bibliothek (spätes 17. Jahrhundert), sowie mehrere Unterkünfte für Studierende und Dozierende. Von dem Front Quad aus gehen Durchgänge zu den modernen Gebäuden, die nach den Principals John Kelly und A.B. Emden benannt sind. Hier befinden sich der große moderne Speisesaal sowie weitere Unterkünften für die Studierenden. Im angrenzenden Kirchgarten (St. Peter’s Churchyard) befindet sich in der ehemaligen Kirche St Peter in the East (12. Jahrhundert) die Bibliothek des College. Im Garten findet man auch eine sitzende Bronzestatue St. Edmunds als asketischer Theologe mit Buch und Kreuz. Außerhalb dieses historischen Komplexes besitzt das College auch Nebengebäude bei Norham Gardens, an der Dawson Street, sowie in der Iffley Road.

## Studentenleben
Die Studentenschaft ist seit langem für ihre Fähigkeiten im Sport, insbesondere Rugby, bekannt. Im Hilary Term 2008 gewann das College-Team das Rugby-Finale gegen das Keble College. Daneben hat es auch besondere Stärken in Journalismus, Drama, Mathematik, sowie Studentenpolitik bewiesen. 2007 hat das College ein Team in der University Challenge aufgestellt, das eines der drei höchsten Spielergebnisse in der ersten Runde erzielte.
Seit 1979 hat das College neben männlichen Studierenden auch Studentinnen und schrittweise Dozentinnen aufgenommen. Bis Oktober 2015 hatten sich dadurch 3.000 Studentinnen immatrikuliert, und gegenwärtig sind etwa die Hälfte der Studierenden weiblichen Geschlechts. Auch die Leitung des College liegt seit 2018 in Händen einer Professorin.

## Tischgebet am College
Das gängige Tischgebet am College vor der Formal Hall (Abendessen) lautet Benedictus, Benedicat per Jesum Christum Dominum Nostrum (Gesegnet ist dieses (Essen) durch Jesus Christus unseren Herrn), zu dem die Anwesenden mit Amen antworten.

## Persönlichkeiten, die mit dem College in Verbindung stehen

### Bekannte Absolventen
- Dan Abnett, Autor, Comicautor
- Samira Ahmed, Nachrichtensprecher/Moderator
- Stuart Barnes, früherer englischer und British Lions Rugbyspieler, Berichterstatter für Sky Sports
- Steve Blinkhorn, Psychologe, Forscher in der Psychometrie
- Anna Botting, Nachrichtensprecher
- Douglas Botting, Forscher und Autor
- Emma Brockes, Journalist
- Sir David Cooksey, GBE, Geschäftsmann, Risikokapitalgeber und Politiker
- Robin Day, Rundfunksprecher
- Paul Farrelly MP (Labour) für Newcastle-under-Lyme
- Arihiro Fukuda verstorbener Extraordinarius an der University of Tokyo
- Patrick Garlund, (auch Honorarprofessor)
- Amitav Ghosh, Autor
- Mark Field MP (Abgeordneter von City of Westminster)
- Timothy Gorringe, Professor für Theologie
- Thomas Hearne, Antiquar und Tagebuchautor
- Oronhyatekha, Arzt und Forscher
- Terry Jones, Komiker und Autor
- Gabriel Josipovici, Roman- und Bühnenautor
- Emma Kennedy, Komikerin und Autorin
- John Waldron, Komiker
- Stewart Lee, Komiker und Autor
- Sir Ken Macdonald, Generalstaatsanwalt
- Hugo MacNeill, früherer irischer und British Lions Rugby Spieler
- John McManners, Kirchenhistoriker
- Derek Morris, Wirtschaftswissenschaftler, Provost des Oriel College, Oxford
- Al Murray, Komiker
- Richard Onslow, 1. Baron Onslow
- Andrew Peach, BBC-Rundfunksprecher
- Sir Nicholas Pumfrey (Lord Justice Pumfrey), Court of Appeal Judge
- Charles Ritcheson, Historiker, Diplomat und Universitätsverwalter
- General Sir (Hugh) Michael Rose, KCB, CBE, DSO, QGM
- M. J. K. Smith, Cricketspieler
- Sir Keir Starmer, KCB, Jurist und Vorsitzender der Labour Party
- Graham Steele, Mitglied des Abgeordnetenhauses von Nova Scotia
- John Wells, Schauspieler, Komiker und Übersetzer
- Daniel Wilson, Bischof von Kalkutta
- Salman Khurshid, früherer indischer Außenminister
- Rudrangshu Mukherjee, Redakteur bei The Telegraph, Kalkutta

### Andere namhafte Personen
- St. Edmund of Abingdon
- A.B. Emden, Principal (1929–1951)
- Rev. J.N.D. Kelly D.D., Principal (1951–1979)
- Leonard Hodgson, Vize-Principal (1914–1918)
- Johann Jacob Dillenius wurde in St Peter-in-the-East begraben